# Джон Берков
Джон-Саймон Берков (англ. John Simon Bercow) — британський політик, член консервативної партії Великої Британії, був спікером палати громад Великої Британії з 22 червня 2009 року по 4 листопада 2019 року. З 1997 року він був депутатом від Бекінгема і займав пости в тіньовому кабінеті Аєна-Данкана Сміта та Майкла Говарда.

## Біографія
Берков народився в Мідлсексі в єврейській сім'ї водія таксі, чиї предки емігрували із Румунії в XIX ст. та змінили прізвище з Берковіц на Берков. У 1985 році закінчив Ессекський університет. В юності Берков був активним діячем консервативної партії і членом кількох правих груп усередині партії. Він служив радником у 1986—1990 роках і безуспішно висувався в 1987 та 1992 роках на загальних виборах. На парламентських виборах 1997 року Беркова обрано депутатом до парламенту від Бекінгема і призначено в тіньовий кабінет у 2001 році. У листопаді 2002 року він подав у відставку з тіньового кабінету через суперечки у прийнятті закону про дітей і усиновлення, але повернувся під керівництво Майкла Говарда в 2003 році. У вересні 2004 року Беркова звільнено з тіньового кабінету через розбіжності з його лідером Майклом Говардом.
Після виходу у відставку спікера Майкла Мартіна Берков висунув свою кандидатуру на виборах спікера 22 червня 2009 й здобув перемогу. Переобраний на цей пост 18 травня 2010 року. Нині Берков є скарбником Всепартійної парламентської групи.

## Парламентські вибори 2017 року та четвертий термін
Після парламентських виборів 2017 року члени парламенту 13 червня 2017 року одноголосно переобрали Джона Беркова спікером палати.

## Звинувачення у непристойній поведінці
У травні 2018 р. колишній приватний секретар Беркова Ангус Сінклер стверджував у програмі BBC Newsnight, що Берков неодноразово знущався над ним під час роботи.
Сінклер сказав, що йому наказали підписати угоду про нерозголошення, коли він залишив посаду, щоб не дати можливість розповісти про знущання Беркова. Сам Берков спростував заяви.
Newsnight також повідомив, що керівники Палати громад повідомили в 2011 році, що Кейт Еммс, наступник пана Сінклера на цій посаді, отримала посттравматичний стресовий розлад після менш ніж року роботи з Берковим.
У жовтні 2018 року Берков закликав створити незалежний орган для розслідування звинувачень його у переслідуванні та знущаннях у парламенті . 23 жовтня 2018 року три депутата консерватора Вілл Квінс, Мімс Девіс і Енн Мілтон подали у відставку з довідкової групи з питань представництва та інтеграції, яку очолює Берков, і посилалися на поведінку Беркова, про факти його знущань та сексуальних домагань у парламенті.

## Можлива відставка як спікера
16 жовтня 2018 року стало відомо, що Берков «повідомив друзям» про задум «піти у відставку» з посту спікера палати громад у червні або липні 2019 року. Це сталося пізніше, ніж його перша заява про те, що як він обійме цю посаду в 2009 році, то піде влітку 2018 року.
Не звертаючи уваги на договір про те, що колишні спікери Палати громад підвищуються до членства в Палаті лордів після виходу у відставку, у деяких звітах кабінету міністрів висловлювалося припущення, що прем'єр-міністр може позбавити його повноважень у зв'язку з його «відсутністю неупередженості» і труднощів, які він заподіяв уряду через Brexit.